# Andrés Báthory
Andrés Báthory, conde de Somlya (en húngaro: Báthory András) (Szilágysomlyó, Transilvania 1566-Csíkszentdomokos, Transilvania 1599), cardenal de la Iglesia católica, noble húngaro, príncipe de Transilvania (28 de marzo de 1599-3 de noviembre de 1599) era hijo de Andrés Báthory, capitán general de Szatmár, y Margarita Majláth. Era hermano de Baltasar Báthory y sobrino del rey polaco Esteban I Báthory.

## Biografía
Andrés Báthory era hijo de Andrés Báthory, capitán de Szatmár, y de su esposa Margarita Majláth. Creció y se crio en Polonia junto a su hermano Baltasar Báthory en la corte de su tío, el rey Esteban Báthory, y estudió junto en los jesuitas en la corte. A temprana edad, escogió la vocación sacerdotal y pronto se convirtió en obispo de Varmia y en 1584 fue nombrado cardenal. El 30 de marzo de 1599 lo llamó a Transilvania su primo Segismundo Báthory, quien le traspasó el título de príncipe de Transilvania.
Andrés no obtuvo el apoyo del emperador germánico, tampoco el del sultán turco, y menos el de la nobleza húngara y székely de Transilvania, así que pronto el noble de Valaquia Miguel el Valiente atacó con un ejército a Báthory y el 18 de octubre de 1599 lo vencieron junto a Szeben.
Andrés Báthory huyó hacia Moravia, pero por el camino fue capturado en las montañas y asesinado brutalmente con un hacha de pastor por un székely de nombre Blas Ördög el 3 de noviembre del mismo año. Luego le cortaron la cabeza y la llevaron a Miguel el Valiente, quien la envió al delegado del papa, Germánico Malaspina. Miguel ordenó luego que fuera cosida de nuevo al cuerpo, y Andrés Báthory fue enterrado ceremoniosamente en la catedral de San Miguel de  Gyulafehérvár el 24 de noviembre. Posteriormente los soldados de Moisés Székely vengaron el asesinato y castigaron a los criminales.

## En el cine
Segismundo Báthory aparece como uno de los personajes de la película "Mihai Viteazul" (1970), protagonizada por el famoso actor rumano Amza Pellea  y cuyo papel fue interpretado por el actor rumano de etnia húngara György Kovács .
| Predecesor: Segismundo Báthory | Príncipe de Transilvania 1599-1599 | Sucesor: Segismundo Báthory |